# ريناتو دي ريفا
ريناتو دي ريفا (بالإيطالية: Renato De Riva)‏ هو متزلج سريع إيطالي، ولد في 7 مايو 1937 في كورتينا دامبيدزو في إيطاليا، وتوفي بنفس المكان في 10 مايو 1983.

## وصلات خارجية
- ريناتو دي ريفا على موقع SpeedSkatingBase.eu (الإنجليزية)
- ريناتو دي ريفا على موقع SpeedSkatingNews.info (الإنجليزية)
- ريناتو دي ريفا على موقع SpeedSkatingStats.com (الإنجليزية)
- ريناتو دي ريفا على موقع أوليمبيديا (الإنجليزية)